# L'Éventreur de New York
Pour plus de détails, voir Fiche technique et Distribution.
L'Éventreur de New York (titre original : Lo squartatore di New York) est un film italien réalisé par Lucio Fulci, sorti en 1982.

## Synopsis
Des jeunes femmes sont retrouvées assassinées, éventrées dans des conditions particulièrement atroces par un tueur connu pour être doté d'une voix de canard. L'inspecteur Fred Williams, secondé par un spécialiste en psychologie, mène l'enquête. Un individu prend contact avec l'inspecteur par téléphone : il prétend être l'auteur de ces meurtres.

## Fiche technique
- Titre original : Lo Squartatore di New York
- Titre français : L'Éventreur de New York
- Titre international : The New York Ripper
- Réalisation : Lucio Fulci
- Scénario : Gianfranco Clerici, Lucio Fulci, Vincenzo Mannino et Dardano Sacchetti
- Production : Fabrizio De Angelis
- Musique : Francesco De Masi
- Photographie : Luigi Kuveiller
- Montage : Vincenzo Tomassi
- Décors : Massimo Lentini
- Costumes : Massimo Lentini
- Pays d'origine : Italie
- Format : couleurs - 2,35:1 - Mono - 35 mm
- Genre : Policier, thriller et horreur
- Durée : 93 minutes
- Dates de sortie : 4 mars 1982 (Italie), 4 mai 1983 (France)
- Film interdit aux moins de 16 ans lors de sa sortie en France

## Distribution
- Jack Hedley : le lieutenant Fred Williams
- Almanta Suska (sous le nom d'Almanta Keller) : Fay Majors
- Howard Ross : Mickey Scellenda
- Andrea Occhipinti : Peter Bunch
- Alexandra Delli Colli : Jane Forrester Lodge
- Paolo Malco (VF : Patrick Poivey) : le docteur Paul Davis
- Cosimo Cinieri : le docteur Lodge
- Cinzia De Ponti : Rosie, la victime du ferry
- Daniela Doria : Kitty, une prostituée
- Babette New : Mme Weissburger
- Zora Kerova : Eva, la fille du show érotique
- Paul E. Guskin : le sergent
- Antone Pagan : Morales
- Josh Cruze : Chico
- Marsha MacBride : une policière

## Commentaires
L'Éventreur de New York est l'un des derniers giallo, genre dont Fulci fut l'un des porte-étendards. Il prend d'ailleurs à l'occasion de ce film ses distances avec le genre : scènes sans réel suspense, pas d'esthétisation des lames, absence d'effets grand-guignolesques, etc.
Fulci y impose une vision pessimiste et cynique, par le choix des lieux et des individus (milieux de la prostitution, quartiers mal-famés, flic bourru, tueur psychopathe). Le sentiment d'oppression y est renforcé par un style épuré et réaliste, mais qui empêche toute identification.
Le film est une réflexion sur l'opposition entre contrôle de soi et pulsions. Fulci fait d'ailleurs une apparition intéressante en tant que chef de la police qui interroge l'inspecteur sur la façon dont donner suite à son enquête - lequel inspecteur ne sera pas plus inspiré pour résoudre l'enquête et s'en remettra à un professeur en psychologie. Ce parallèle chef de la police / réalisateur met en évidence le fait que Fulci le réalisateur s'en remet à ses comédiens et à son équipe technique quant à la réussite du film et admet ainsi ne pas avoir un contrôle entier sur son film.

## Autour du film
- Le tournage s'est déroulé du 24 août à la fin octobre 1981 à New York, puis en studio à Rome[1].
- Le rôle principal avait tout d'abord été offert à Catriona MacColl, qui avait déjà tourné sous la direction de Lucio Fulci dans Frayeurs (1980), L'Au-delà et La Maison près du cimetière (1981)[2].
- À noter, une petite apparition (non créditée) de Michele Soavi en tant que personne achetant un journal.